# Windgong

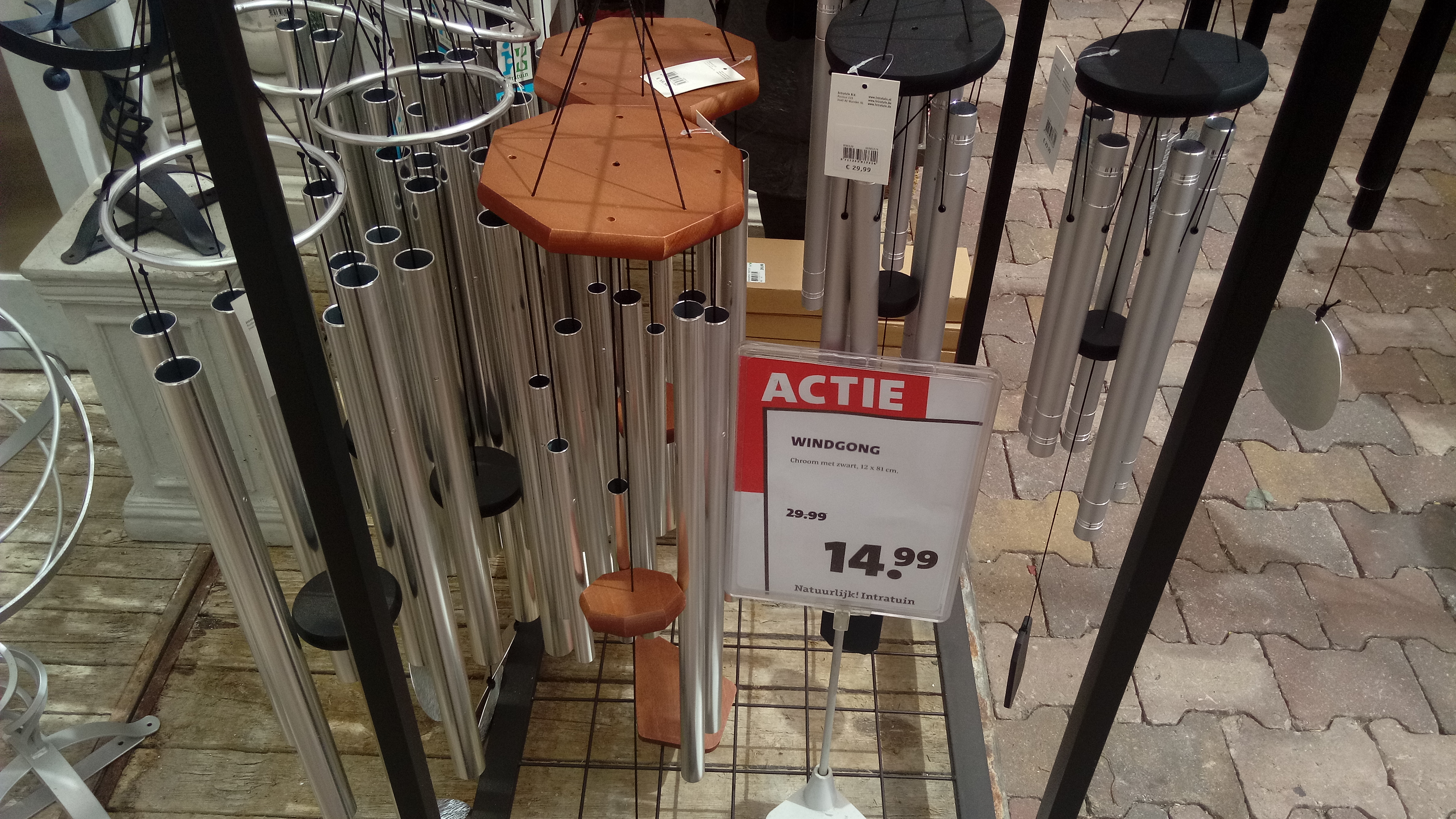
Windgongen in diverse uitvoeringen

De windgong is een soort slaginstrument dat is opgebouwd uit hangende buizen, staven, bellen of andere voorwerpen die vaak van metaal of hout zijn gemaakt. De buizen of staven zijn opgehangen samen met een soort gewicht of oppervlak. Dat kan de buizen of staven raken wanneer ze op een ander windvangend oppervlak worden geblazen, door de natuurlijke beweging van lucht naar buiten. Ze worden meestal buiten een gebouw of woning gehangen als een tuinversiersel. Omdat de slaginstrumenten geluid maken door de willekeurige effecten van de wind die tegen het klokkenspel blaast, worden windgongen gezien als een voorbeeld van op toeval gebaseerde muziek. De buizen of staven kunnen dus onduidelijke toonhoogtes of redelijk verschillende toonhoogtes laten horen. Windgongen die verschillende toonhoogtes maken, kunnen door de toevallige beweging van lucht, eenvoudige liedjes of gebroken akkoorden laten horen.

## Oorsprong
Windgongen stammen al uit de tijd van de Romeinen. Ze zouden bedoeld zijn om boosaardige geesten weg te jagen. Ook in India, Japan en China kwamen ze al vroeg voor, vooral bij tempels. In delen van Azië wordt gedacht dat de windgong geluk brengt. Het slaginstrument wordt ook gebruikt in de zogeheten Feng Shui. Tegenwoordig worden windgongen gebruikt omdat ze de stroom van 'chi' of levensenergie in huis en het lichaam zouden maximaliseren. Hoewel de meningen daarover verdeeld zijn, geeft de windgong een rustgevend geluid.

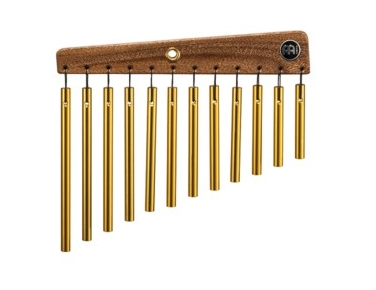
Kleine chimes bar of 'klokken balkje'

## Bouw
Er zijn windgongen in de vorm van meerdere gegoten klokken of bellen rond een soort klepel, die beweegt door de wind. In plaats van bellen, kunnen het ook buizen van bamboe of metaal zijn. Ook zijn er windgongen in de vorm van dunne plaatvormige schelpen, glasplaatjes of metalen plaatjes.
In de muziek wordt een vergelijkbaar instrument gebruikt in de vorm van een balkje waaraan de buisjes hangen. Door de hand erdoorheen te bewegen ontstaat het klingelende, sprookjesachtige geluid. In het Engels wordt het chimes bar, bar chimes of wind chimes genoemd, vrij vertaald 'klokkenbalkje'. Ze zijn er in verschillende uitvoeringen, groot en klein.